# Ad Dekkers
Adriaan Johannes Bartholomeus Dekkers, conocido como  Ad Dekkers (Mierlo, 12 de octubre de 1922 - Tilburg, octubre de 2004) fue un pintor neerlandés. 

## Datos biográficos
Ad Dekkers creció en Vught. Después de la secundaria entró en la KTA (Real Escuela Técnica de Artes y Oficios) en Bolduque. Ya desde sus inicios, marcados por su talento y pasión por el arte, se dedicó a la pintura. Después de la liberación en 1945 , asistió a la Academia Nacional de Artes Visuales en Ámsterdam. Fue invitado a participar en el Premio de Roma por los profesores Willem van den Berg y Gerard Röling. Ganó el premio el 14 de octubre de 1953.
Se trasladó a Didam, donde impartió clases durante algunos años como profesor de arte en las escuelas de Didam y Silvolde. En septiembre de 1959 se trasladó a Sterksel, después de que fue contratado como profesor de arte en Sint Joris College de Eindhoven . Allí trabajó hasta 1972. Signos de una enfermedad ocular hacen difícil su dedicación a la pintura y por último le imposibilitan.  En 2000 se trasladó a Tilburg. En 2004, finalmente fallece, a los 82 años de edad.
Estuvo casado con la H. Harder y tuvo 8 hijos. Tres de ellos entraron en la escuela de arte, Heleen Dekkers es ceramista, Anneke Dekkers es ilustradora y Jozef Dekkers es pintor.